# جرالد گابریلز
 جرالد گابریلز (انگلیسی: Gerald Gabrielse) یک فیزیک‌دان اهل ایالات متحده آمریکا است.